# Éamonn O'Doherty
Pour les articles homonymes, voir O'Doherty.
Éamonn O'Doherty (parfois Eamonn Doherty ; 1939-1940 - 28 octobre 1999) est un républicain irlandais, chef d'État-major de l'IRA provisoire de 1973 à 1974.
Né en 1939 ou 1940 à Carrick-on-Suir en Irlande, il rejoint l'Irish Republican Army en 1958 ou au début des années 1960. Ayant rallié l'IRA provisoire, il entre au Grand Quartier général en 1973 et devient Chef d'État-major de l'organisation après l'arrestation de Séamus Twomey. Il est arrêté en 1974. À sa libération, il est envoyé aux États-Unis par le Grand Quartier général où il est arrêté. Lors de l'Ard Fheis de 1986, partisan de l'abstentionnisme, il rejoint le Republican Sinn Féin,.
Il est l'auteur de The I.R.A. at war : 1916 to the present : an illustrated history (L'IRA en guerre : de 1916 à aujourd'hui : une histoire illustrée) publiée en 1985.